# 127 mm/54 Model 1948
127 mm/54 Model 1948 e корабно универсално оръдие с калибър 127 mm разработено и произвеждано във Франция. Състояло на въоръжение във ВМС на Франция. Става първото във Франция морско универсално оръдие за корабите от клас „разрушител“. По много прилича на американското оръдие Mark 16 и стреля със снаряди американски образец. Независимо от липсата на автоматично зареждане и свързаната с това невисока скорострелност, Model 1948 става основното универсално оръдие на френските ВМС през 1950-те години. С това оръдие са въоръжени разрушителите тип „Сюркуф“ и „Дюпере“, а също и новите крайцери за ПВО „Колбер“ и „Де Грас“.